# Zona de conforto
Na psicologia, a zona de conforto é uma série de ações, pensamentos e/ou comportamentos que uma pessoa está acostumada a ter e que não causam nenhum tipo de medo, ansiedade ou risco. Nessa condição a pessoa realiza um determinado número de comportamentos que lhe dá um desempenho constante, porém limitado e com uma sensação de segurança. Segundo essa teoria, porém, um indivíduo necessita saber operar fora de sua zona de conforto para realizar avanços em seu desempenho - por exemplo no trabalho - eventualmente chegando a uma segunda zona de conforto. Atualmente já foi concretizado que indivíduos mais bem sucedidos operam com frequência fora da zona de conforto, expandindo cada vez mais o número de dificuldades que conseguem superar.